# Educazione e addestramento militare
L'educazione e l'addestramento militare sono dei processi volti a stabilire e migliorare le capacità del personale militare nei propri rispettivi ruoli.
Può essere volontaria o obbligatoria, a seconda dei casi: forze armate senza appropriato addestramento, anche se numerose e bene organizzate, non potrebbero agire con adeguata efficacia né garantirebbero il raggiungimento degli obiettivi prefissati.

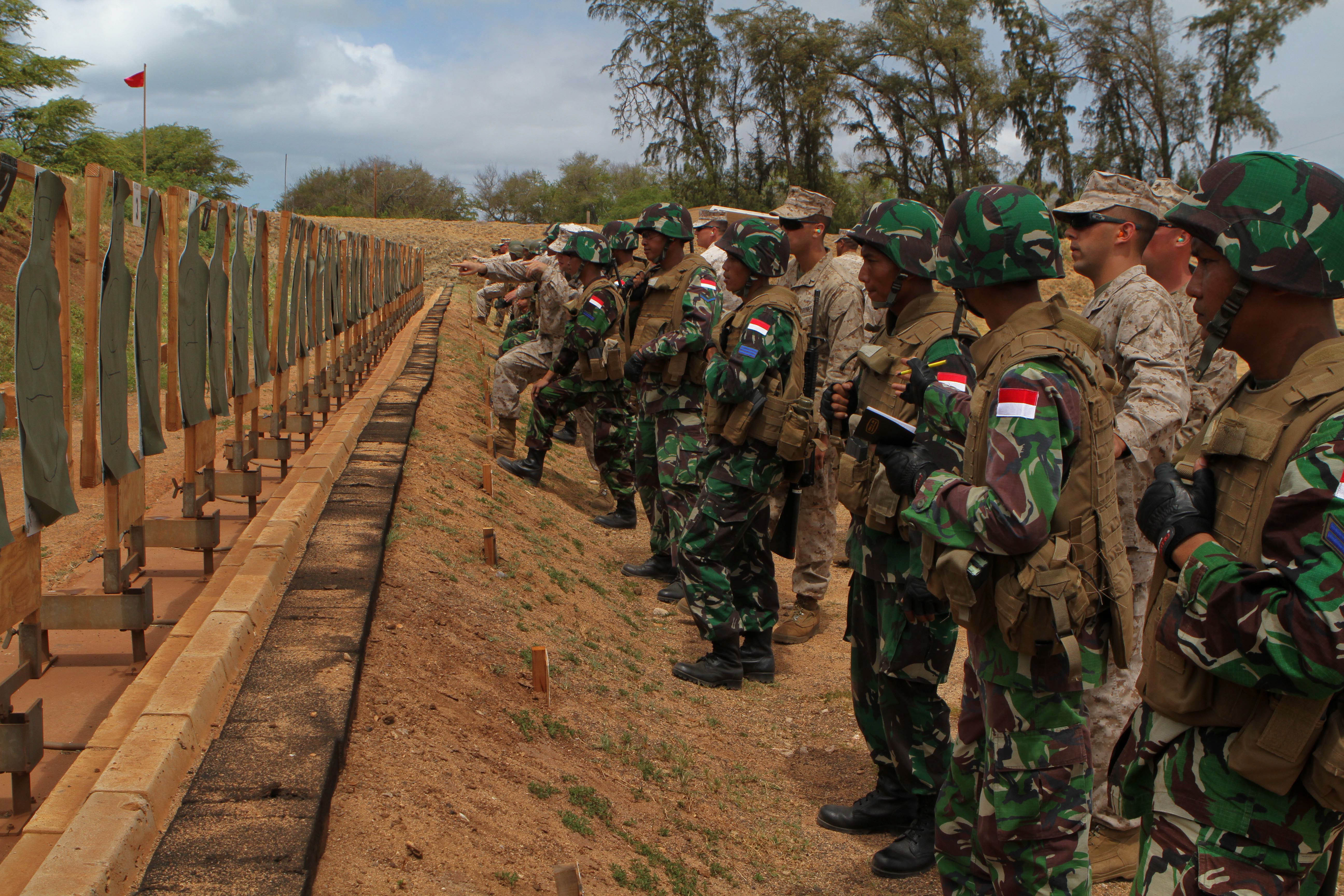
Soldati indonesiani al poligono di tiro

## Requisiti
Generalmente, prima che qualcuno ottenga l'autorizzazione ad operare le apparecchiature tecniche o possa essere inviato sul campo di battaglia, deve passare alcuni test medici e fisici. Se il test è positivo, si può iniziare la formazione primaria.

## Caratteristiche
L'addestramento è basato sull'assunto che la componente umana sia un fattore fondamentale per il compimento della missione, e può non limitarsi alle forze operative ma coinvolge anche e soprattutto le capacità decisionali e strategiche, in quanto leader non preparati a fronteggiare situazioni decisionali o di emergenza finirebbero per ingenerare incertezza nel personale dipendente, compromettendo il buon esito della missione. 
In tale quadro, è possibile definire l'addestramento militare come il "processo, fisico e morale, attraverso il quale si sviluppano le abilità/capacità di assolvere specifici compiti e funzioni, in specifici ambienti operativi".
In molti stati, al termine dell'addestramento basilare le reclute scelgono in quale Forza Armata reclutarsi per poi svolgere un Addestramento più specifico.